# Религия в Иране

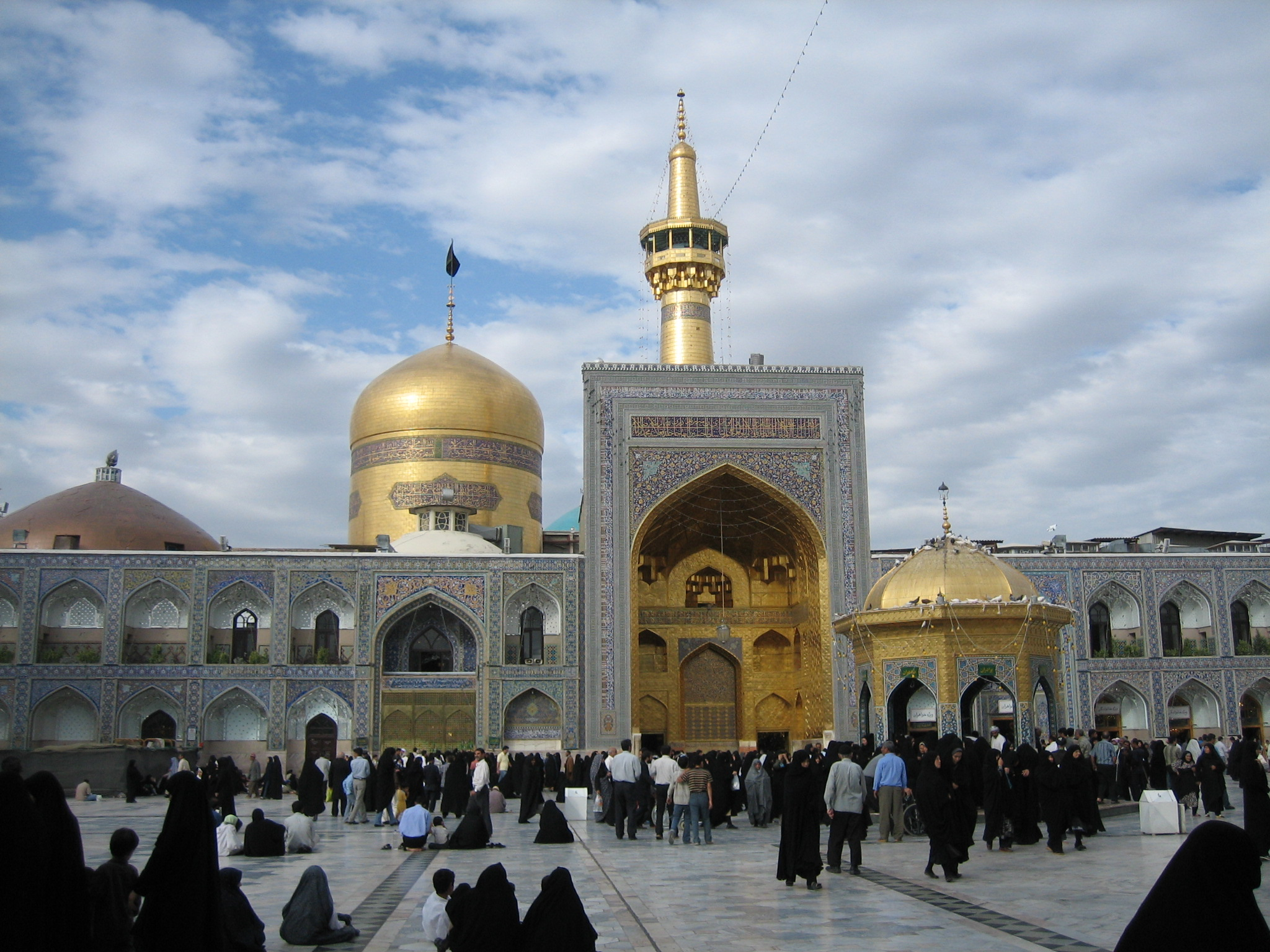
Мавзолей Имама Резы в Мешхеде

Подавляющее большинство иранцев исповедуют ислам. Согласно Всемирной книге фактов ЦРУ, 90—95 % населения составляют шииты, 5—10 % — сунниты, оставшиеся 0,6 % — религиозные меньшинства бахаи, христиан, иудеев, зороастрийцев, мандеев, сикхов, индусов и других.

## Ислам
Ислам пришёл в Иран с арабскими завоевателями в VII веке, что привело к вытеснению из Персии зороастризма. Некоторое время, по свидетельству аль-Бируни, большинство персов исповедовало несторианство, а после притеснений многие из бывших христиан перешли в ислам суннитского толка, однако в 1501 году шах Исмаил I утвердил шиитский ислам государственной религией Империи Сефевидов. В первой половине XX века значение ислама в политике Ирана было минимальным, однако Белая революция, вестернизация и насильственная деисламизация, проводимые шахом Мохаммадом Резой Пехлеви с участием министров — этнических азербайджанцев из общины бахаи, привели к радикализации иранского общества и Исламской революции 1979 года. Иран был преобразован в исламскую республику, и к власти в Совете Исламской Революции и в должности главы государства — рахбара — пришли представители духовенства шиитов-двунадесятников. В то же время меджлис и глава исполнительной власти — президент — избираются демократическим путём, и неоднократно и президент, и большинство меджлиса выбирались из числа людей, не одобрявшихся рахбаром.
98 % всех граждан Ирана исповедуют ислам, из них 90 % — шииты (персы, азербайджанцы, мазендеранцы, талыши, гилянцы, арабы), 8 % — сунниты (курды, белуджи, туркмены).

## Другие религии

### Христианство
Христианство в Иране исповедует от 300 до 370 тыс. человек. Главным образом христианами являются армяне и ассирийцы (халдо-католики, несториане). Есть небольшие группы православных. Протестанты представлены тремя пресвитерианскими общинами, которые разделены по языковому принципу: персы, армяне и ассирийцы. Помимо них есть англикане, адвентисты седьмого дня и пятидесятники. В 1905 году в Казвине был построен храм Русской Православной Церкви.

### Иудаизм
Иудаизм исповедуют в основном иранские евреи, численность которых составляет около 10 000 человек, обычно компактно проживающих в крупных городах: в Тегеране, Исфахане и Ширазе. При этом в Иране проживает большее число иудеев, чем в какой-либо другой мусульманской стране.

### Зороастризм
Иран — родина зороастризма, первой монотеистической религии, господствовавшей в стране до прихода арабов. Дарий I Ахеменид покровительствовал зороастрийцам и принял их учение в качестве государственной религии. В настоящее время численность их невелика.

## Свобода вероисповедания
Иран является исламской республикой. Конституция Ирана устанавливает, что государственной религией является ислам джафаритского толка. Полное уважение оказывается и другим течениям ислама, и их последователи могут действовать согласно своим обычаям и традициям. Другие религии или нерелигиозность также разрешены законом.
Радикально настроенные мусульманские теократы в Иране выступают против бахаев, за неравноправие иных религий, а также за запрет на переход из ислама в другую веру. Официально иранское правительство выступает против такого радикализма. По некоторым сведениям, среди иранских властей есть те, кто помогает исламским религиозным фанатикам преследовать бахаизм. Так, были сообщения о запугиваниях, дискриминации, тюремных заключениях и убийствах бахаев.